# دهستان بختاجرد
بختاجرد، دهستانی است از توابع بخش مرکزی شهرستان داراب در استان فارس ایران.این دهستان شامل روستاهای تیزاب،بختاجرد،برگان،براب،اسلام آباد،شمس آباد،کرسیا،دهکستان میشود

## جمعیت
براساس سرشماری سال ۱۳۸۵ جمعیت آن ۸٬۳۳۱ نفر (۱٬۹۱۵ خانوار) بوده‌است.